# Хернандес, Джино
Чарльз Юджин Вульф-младший (англ. Charles Eugene Wolfe Jr.,14 августа 1957, Хайленд-Парк, Техас — 2 февраля 1986, Хайленд-Парк, Техас) — американский рестлер, более известный под своим именем на ринге как Джино Хернандес (англ. Gino Hernandez). Хернандес являлся, наиболее известен своими выступлениями в промоушене World Class Championship Wrestling (WCCW) из Далласа, штат Техас, начиная с 1976 года и вплоть до своей смерти в 1986 году. Смерть Хернандеса первоначально была квалифицирована как убийство, но позже полиция пришла к выводу, что он умер от передозировки наркотиков.

## Профессиональная карьера рестлера
Будучи еще новичком, рестлер бэйбифейс в промоушене Big Time Wrestling Эда Фархата в Детройте, «Джино Хернандес» был очень молодым, свежим исполнителем, который завоевал симпатию фанаток благодаря своим длинным черным волосам и привлекательной внешностью. Выиграв главный титул промоушена Big Time (версия титула NWA United States в тяжелом весе), победив «Бульдога» Дона Кента. За это время Вульф также провел по крайней мере один матч за предшественника WWE — Всемирную федерацию рестлинга (WWWF). Вскоре Джино проигрывает свой (в Детройте) титул своему настоящему боссу: Шейху (известный владелец реслинг-промоушена Big Time Wrestling, обладатель хильского гиммика «Психо-араб» и он же букер Эдди Фархат).

### Southwest Championship Wrestling
Персонаж Вульфа Джино по прозвищу «Красивый полукровка» (англ. «The Handsome Halfbreed») начал заниматься рестлингом в 1975 году в Сан-Антонио, штат Техас, на территории рестлинг промоушена Southwest Championship Wrestling (SCW), под руководством своего тренера Хосе Лотарио. Начав в одной команде с Лотарио, затем стал одиночкой благодаря сюжетной линии «протеже против наставника». Сюжетная вражда с Лотарио завершилась поединком «волосы против волос», который Хернандес проиграл — в результате чего ему побрили голову прямо на ринге.

### World Class Championship Wrestling
В конце 1970-х и начале 1980-х годов Джино работал на базирующейся территории реслинг компании в Далласе, World Class Championship Wrestling (WCCW) (в то время называвшейся NWA Big Time Wrestling). Кульминацией стала сюжетная вражда с Дэвидом Фон Эрихом за Чемпионство NWA Техаса в тяжелом весе (англ. NWA Texas Heavyweight Championship), который Джино выиграл и проиграл Дэвиду. Вскоре Джино вернулся в SCW, создав чрезвычайно популярную команду («Динамичный дуэт» (англ. «The Dynamic Duo»)) с сыном владельца территории Талли Бланшаром. Выступление Эрнандеса и Бланшара в команде стало настолько успешным, что они стали лучшими (по кассовым сборам) в штате Техас — независимо от территории.

### Mid-South Wrestling
В 1982 году Джино спровоцировал сюжетную вражду с Чаво Герреро, ударив того по голове пивной бутылкой, а позже оскорбив фамилию Герреро. Эта недолговечная вражда продолжалась на нескольких территориях Техаса.

### Возвращение WCCW
В 1984 году Джино вернулся в WCCW, в разное время индивидуально или коллективно враждуя с Фон Эрихами: Майком, Кевином и Керри Фон Эрихом. Тем же летом Джино был в паре с Никлой Робертс, которую назвали Андреа Леди Гигант (отсылка на рестлера Андре Гигант). Дуэт провел серию матчей смешанной команды против Саншайн и Майка Фон Эриха. Даже тетя Саншайн, Стелла Мэй Френч, были вовлечены в это дело. В августе 1984 года Джино попал в одну команду с новичком WCCW Джейком «Змеем» Робертсом. Джино также сформировал команду с Крисом Адамсом; WCCW назвал их «Динамичным дуэтом», так как у SCW были Джино и Талли. Эта версия WCCW оказалась более известной, поскольку Адамс и Хернандес получили высокие доходы и телевизионные рейтинги для World Class в своей вражде с Фон Эрихами. Дуэт изобрел знаменитый трюк с золотыми ножницами: отрезание волос с голов своих недееспособных противников сразу после победы над ними (тактика унижения, предназначенная для усиления гнева фанатов по отношению к хиллам, увеличивая привлекательность телешоу хиллам в прямом эфире). Этот трюк позже был использован в WWF Брутусом Бифкейком.
6 октября 1985 года Адамс и Хернандес проиграли «матч с волосами» Кевину и Керри Фон Эриху на шоу Cotton Bowl. После матча Хернандес попытался сбежать, но был схвачен Крисом Фон Эрихом, который находился на ринге, и в конце концов ему обрили волосы налысо. Его волосы быстро отрастали за два месяца, в то время как волосы Адамса отростали дольше. Когда сюжетная линия с Фон Эрихами была завершена, но импульс от нее всё ещё настолько был накален фанатами, что в следующий раз Джино был приглашён выступать против Адамса в декабре 1985 года. Руководство WCCW намеревалось, что эта новая вражда станет его главной сюжетной линией на протяжении всего 1986 года. 26 января 1986 года, во время матча в Форт-Уэрте, Хернандес бросил Адамсу в лицо «крем для волос freebird» («средство для удаления волос», ранее созданное в WCCW в 1983 году Freebird Бадди Робертсом), в результате чего Адамс ослеп (хотя на самом деле Адамс возвращался в свою родную Англию, чтобы провести время со своей новой женой [Тони] и своей семьей; однако WCCW сказали Адамсу, что он должен продолжать «отыгрывать» слепоту всякий раз, когда появляется на публике). Хернандес должен был выступить на хаус шоу в следующий четверг, а в следующую пятницу — на не транслируемом по телевидению шоу в далласском Sportatorium. Однако, Джино так и не появился на обоих шоу, телефонные звонки руководства WCCW к нему остались без ответа.

## Личная жизнь
Матерью Джино Хернандеса была Пэтрис Агирре, а отцом — Чарльз Юджин Вульф-старший, личность последнего была неизвестна до такой степени, что фанаты рестлинга предположили, что отцом Вульфа на самом деле был хьюстонский промоутер рестлинга Пол Боеш, из-за того, насколько они были близки. Вульф взял имя Джино Эрнандес в честь своего отчима Луиса Эрнандеса, который тренировался с ним, когда Джино был еще ребенком.
Вульф был женат дважды, и оба раза на Дженис Мэри Бэнкрофт. Впервые они поженились 10 апреля 1976 года в округе Харрис, штат Техас, а вскоре после этого развелись 27 января 1977 года. Во время их первого брака у них родилась дочь Лиша. Пара вступила в повторный брак 12 апреля 1978 года, а затем снова развелась 19 июля 1979 года. По словам бывшего коллеги WCCW Джейка Робертса, Хернандес был связан с гей-сообществом в Хьюстоне.

## Смерть
4 февраля 1986 года, обеспокоенные благополучием Вульфа, два сотрудника WCCW (Дэвид Мэннинг и Рик Хаззард) и несколько местных полицейских ворвались в его квартиру в Хайленд-Парке, штат Техас, и обнаружили разлагающийся труп Вульфа. Он был мертв примерно три-четыре дня. Первоначально смерть Вульфа была квалифицирована как убийство, но после отчетов о вскрытии его смерть была признана результатом передозировки кокаина.
Злоупотребление Вульфа наркотиками (например, алкоголем и кокаином, среди прочего) не было секретом для многих звезд промоушена World Class, включая экранного менеджера / бывшего букера Гэри Харта, который утверждал, что неоднократно призывал Вулфа «очиститься». Синдицированный телевизионный эпизод World Class, запланированный на выходные 15 февраля 1986 года, первоначально включал матч Джино Хернандеса, записанный на пленку 24 января в Dallas Sportatorium. Этот матч так и не вышел в эфир; вместо этого ведущий шоу Билл Мерсер объявил на камеру о смерти Джино, и вместо него в эфир вышел другой матч. И Мерсер, и Марк Лоуренс рассматривали смерть Хернандеса, а также трюк с ослеплением Криса Адамса как одинаково значимые в то время, когда World Class собирался продолжить свою вражду, начавшуюся на стадионе Texas Stadium. Вскоре Адамс вернулся в мае следующего года и спустя два месяца выиграл мировое чемпионство в тяжелом весе промоушена World Class. Похороны и связанные с ними расходы взял на себя известный местный наркоторговец по имени Джон Ройал, с которым Хернандес подружился. Все члены семьи чувствовали себя неловко из-за того, что Ройал и его помощники наблюдали за ходом похорон; многие никогда не слышали о них и не встречались с ними до смерти Вульфа.

### Скептицизм
Хоть и полиция прекратила расследование убийства Хернандеса, но некоторые все еще считают, что он был убит в результате инцидента, связанного с наркотиками. По словам Дэвида Мэннинга, в организме Хернандес было в пять раз больше кокаина, чем могло бы привести к летальному исходу, и он и Кевин Фон Эрих заявили, что у Хернандеса был кокаин в желудке. Мэннинг также заподозрил нечто странное, что ригель замка на двери Хернандеса не был заперт, так как в прошлом у него входило в привычку постоянно запирать дверь. Хернандес за несколько недель до своей смерти, разговаривал с Мэннингом и другим людьми убеждая тех, что его жизнь находится под угрозой.
Бывший соперник Майкл Хейс рассказал в интервью 2016 года: «Мне очень, очень трудно поверить, что у Джино Хернандеса передозировка… он определенно тусовался не с той компанией и либо слишком много болтал, либо слишком много знал, либо все вышеперечисленное». « Отвечая на вопрос о смерти Эрнандеса, Джейк Робертс сказал: „Джино был привязан к некоторым сложным людям… он вращался в довольно больших кругах, чувак, к которым, возможно, он не принадлежал“.» Мать Хернандеса Пэтрис Агирре и бывшая жена Дженис Мари Бэнкрофт выразили мнение, что он, вероятно, был убит.; Агирре сообщила, что преступник Джон Ройал рассказал ей о долгах Хернандеса перед ним. Позже она получила записанное сообщение от источника в бандитских кругах, который был близок к Хернандесу, утверждая, что ее сын не был убит.
И Агирре, и Бэнкрофт выясняли возможность того, что Хернандес инсценировал свою смерть, учитывая, что он однажды говорил об этом, а также, что отчет его о вскрытии изобиловал ошибками относительно его этнической принадлежности и физического состояния. Семья никогда не видела его тело, которое было спрятано менеджером Хернандеса Уолтером Айманом из-за его разложившегося состояния и похороненного в закрытом гробу. Рестлер Брутус Бифкейк отверг теорию убийства, заявив, что у Хернандеса «были серьезные проблемы с наркотиками» и он был «энергичным, сумасшедшим тусовщиком». Документальный фильм на Viceland TV, часть сериала «Обратная сторона ринга», под названием «„Загадочная смерть Джино Хернандеса“», вышла в эфир 8 мая 2019 года.

## Титулы и достижения
- Big Time Wrestling
  - NWA United States Heavyweight Championship (Версия Детройта) (1 раз)[16]
- NWA Big Time Wrestling / World Class Championship Wrestling
  - WCWA World Heavyweight Championship / NWA American Heavyweight Championship (4 раза)[17][18]
  - WCWA World Tag Team Championship / NWA American Tag Team Championship (5 раз) — с Великий Маркус (2 раза), Гэри Янг (1 раз), и Крис Адамс (2 раза)[19][20]
  - NWA Brass Knuckles Championship (1 раз)[21][22]
  - NWA International Junior Heavyweight Championship (1 раз)[23]
  - NWA Texas Heavyweight Championship (6 раз)[24][25]
  - NWA Texas Tag Team Championship (3 раза) — с Джимми Снукой (1 раз), Пак Сонг (1 раз), и Брюзером Броуди (1 раз)[26][27]
  - WCWA World Six-Man Tag Team Championship / NWA World Six-Man Tag Team Championship (Техасская версия) (1 раз) — Крисом Адамсом и Джейком Робертсом[28]
  - Победитель турнира за NWA Texas Heavyweight Championship (1984)[29]
- Pro Wrestling Illustrated
  - PWI ставит его под № 162 в списке 500 лучших рестлеров 2003 года[30]
  - PWI ставит его команду под '№ 65' в списке 100 лучших команд с Крисом Адамсом в 2003 году[31]
- Southwest Championship Wrestling
  - Texas All-Star USA Tag Team Championship / SCW Southwest Tag Team Championship (5 раз) — c Талли Бланшаром[32]
  - SCW World Tag Team Championship (2 раза) — с Талли Бланшаром[33]

## Cм. также
- Обратная сторона ринга («Загадочная смерть Джино Хернандеса»)